# Distretto di Huachocolpa (Huancavelica)
Il distretto di Huachocolpa è uno dei diciannove distretti della provincia di Huancavelica, in Perù. Si trova nella regione di Huancavelica e si estende su una superficie di 336.28 chilometri quadrati.